# Chiesa di Santa Maria del Carmine (Pisa)
La chiesa di Santa Maria del Carmine di Pisa si trova in corso Italia, 85.

## Storia e descrizione
Edificata dai Carmelitani nel 1324-1328, fu arricchita nel Quattrocento da cappelle private e sontuosi altari, tra cui quello contenente il polittico di Masaccio (1425), la grande pala d'altare che oggi è smembrata tra Pisa (Museo di San Matteo, San Paolo all'Orto), Londra (National Gallery), Berlino (Staatliche Museen), Napoli (Museo di Capodimonte) e Malibu (Paul Getty Museum).
Ampliata nel XVI-XVII secolo, mantenne la struttura a grande aula unica coperta a capanna in laterizio, visibile sul fianco e sul retro. La facciata è del 1835; furono riutilizzate entro nicchie le statue di Sant'Elia e di San Giovanni Battista (1697), opera di artisti di Carrara. Inoltre, l'architetto Alessandro Gherardesca, intorno agli anni trenta dell'Ottocento, approntò due progetti distinti per la ricostruzione della facciata (uno in stile neogotico e l'altro classicheggiante), ma senza fortuna.
Il sontuoso interno conserva un organo di Andrea Ravani del 1613 e monumentali altari barocchi con dipinti di Baccio e Aurelio Lomi, Santi di Tito, Alessandro Allori, Francesco Curradi, Andrea Boscoli. In sagrestia, resti di affresco trecentesco.

## Opere già in Santa Maria del Carmine
- Masaccio, Madonna in trono col Bambino, oggi nel National Gallery di Londra.
- Masaccio, Crocifissione, oggi nel Museo nazionale di Capodimonte
- Masaccio, San Paolo, oggi nel Museo Nazionale di Pisa
- Masaccio, Sant'Andrea, oggi nel Getty Museum di Los Angeles
- Masaccio, Sant'Agostino, oggi nello Staatliche Museen di Berlino
- Masaccio, San Girolamo, oggi nello Staatliche Museen di Berlino
- Masaccio, Santo carmelitano barbuto, oggi nello Staatliche Museen di Berlino
- Masaccio, Santo carmelitano glabro, oggi nello Staatliche Museen di Berlino
- Masaccio, Martirio di san Giovanni Battista e Crocefissione di san Pietro, oggi nello Staatliche Museen di Berlino
- Masaccio, Storie di san Giuliano e san Nicola, oggi nello Staatliche Museen di Berlino
- Masaccio, Adorazione dei Magi, oggi nello Staatliche Museen di Berlino

## Galleria d'immagini

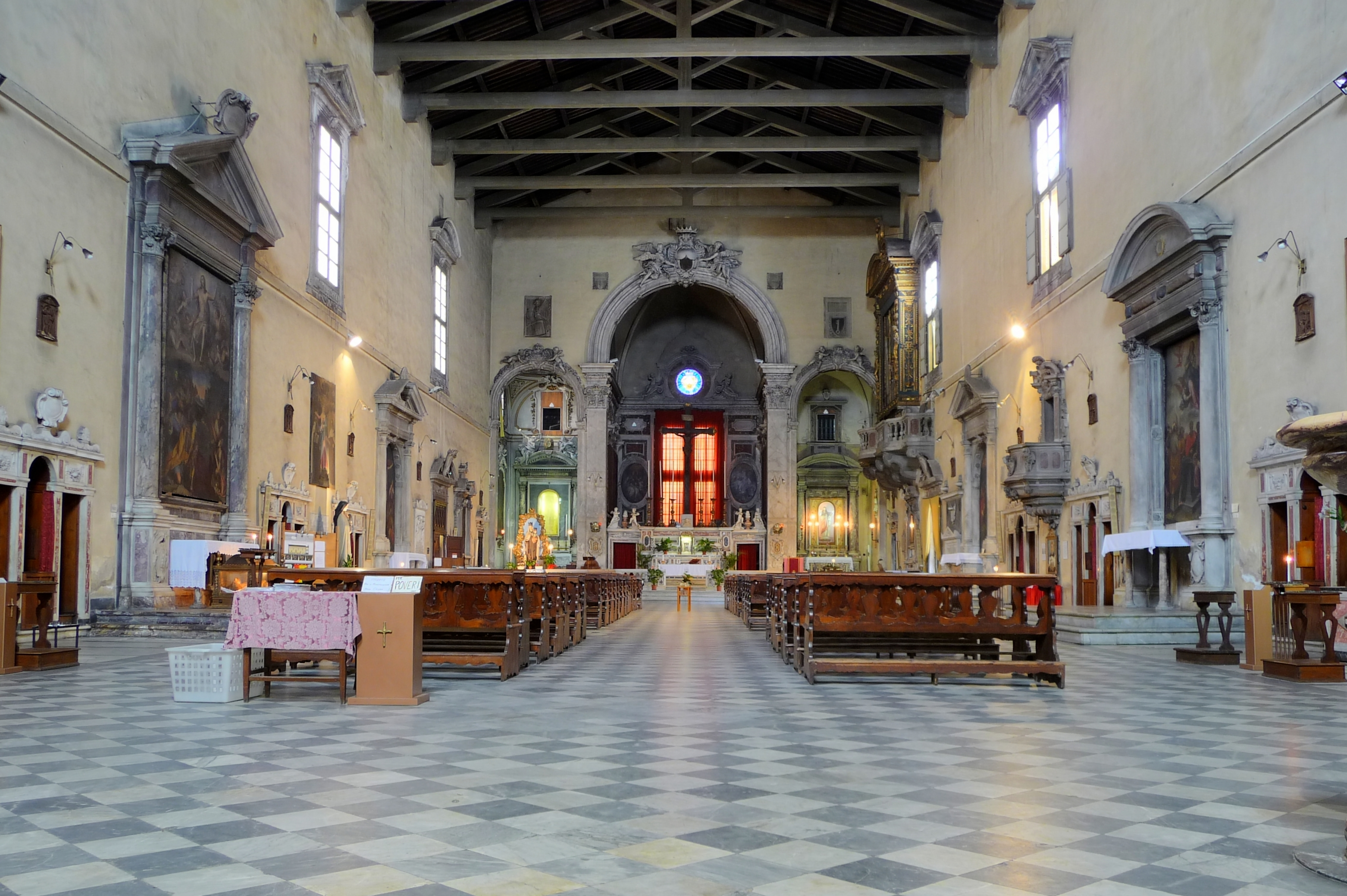
L'interno
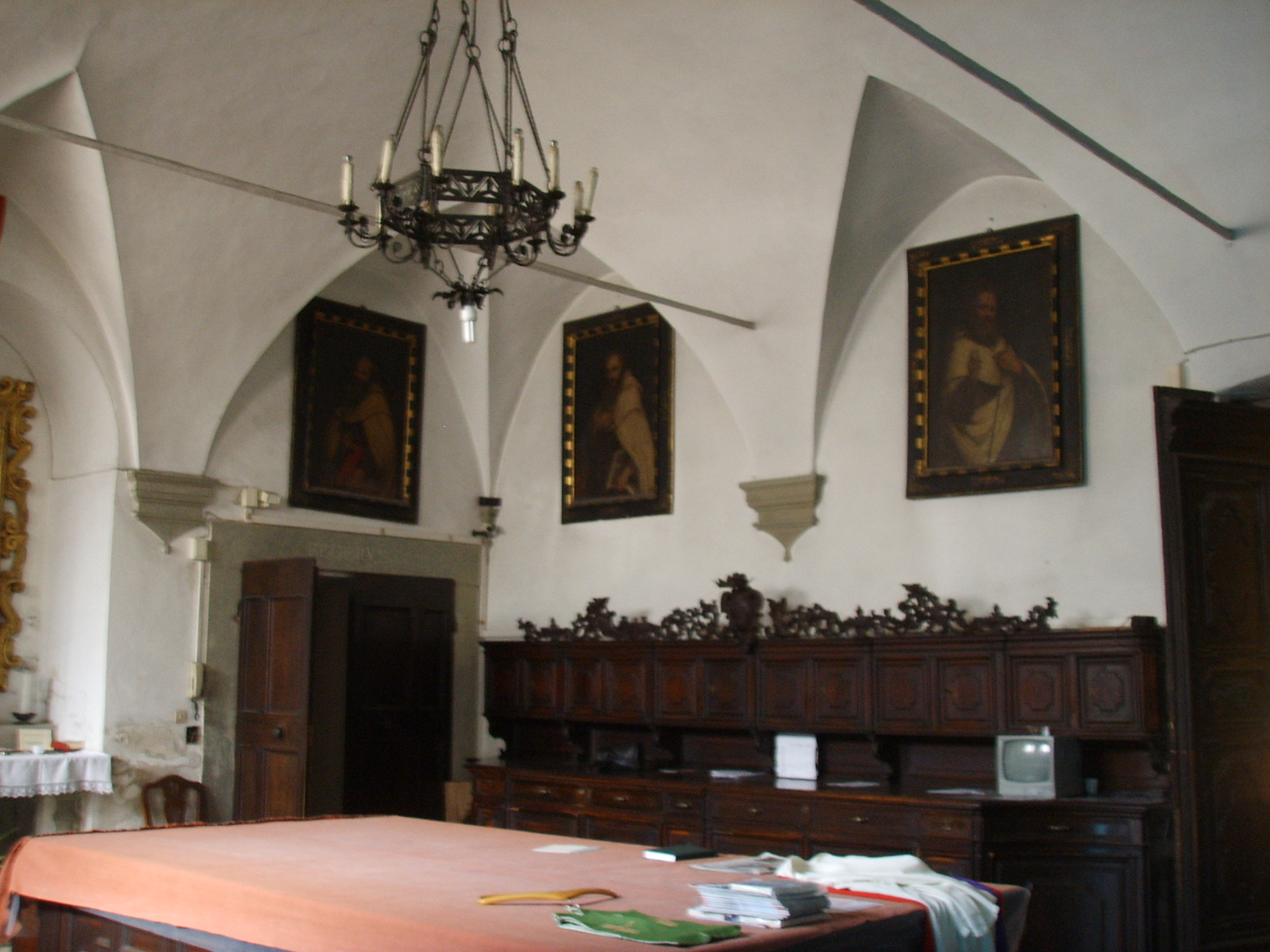
La sagrestia
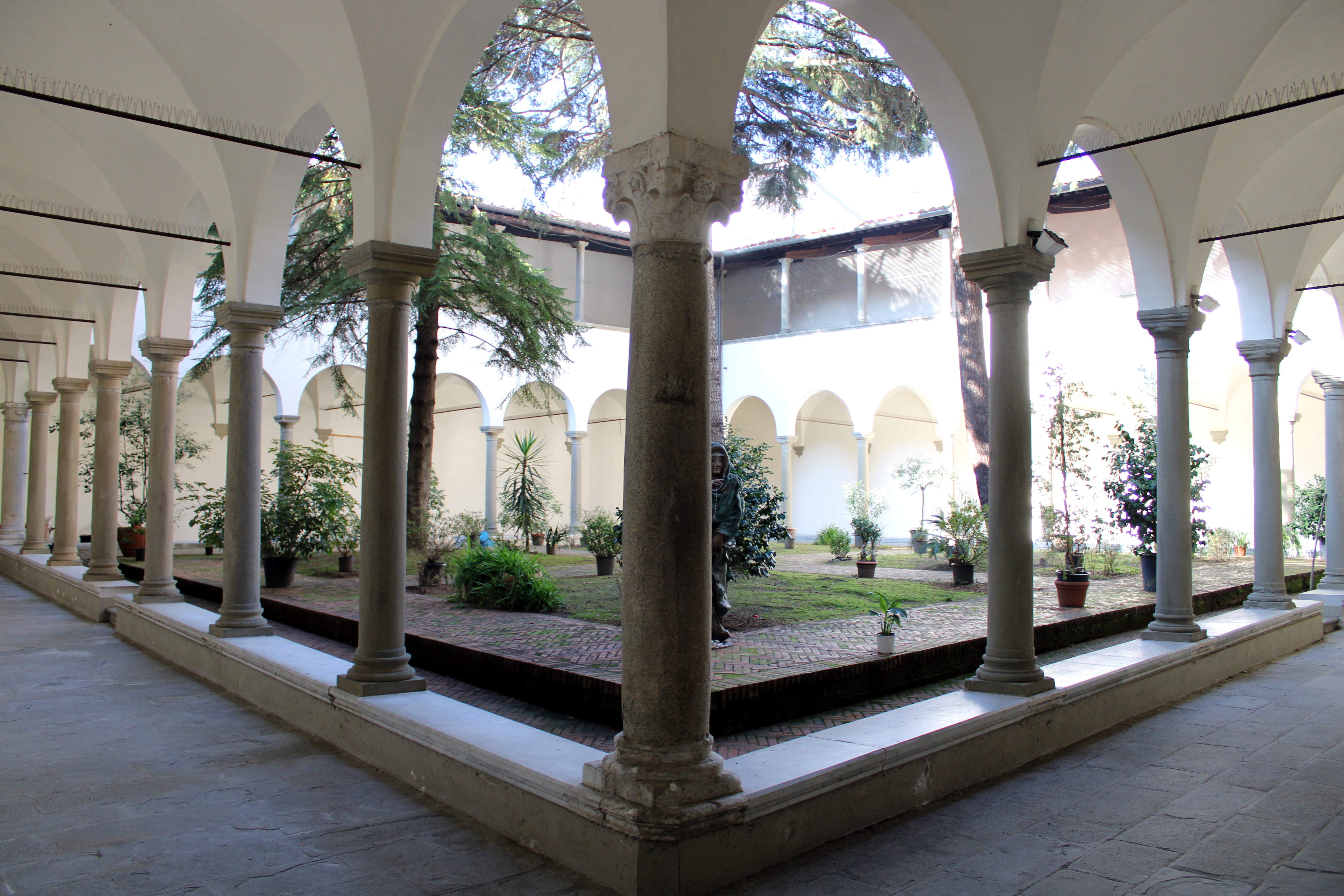
Il chiostro
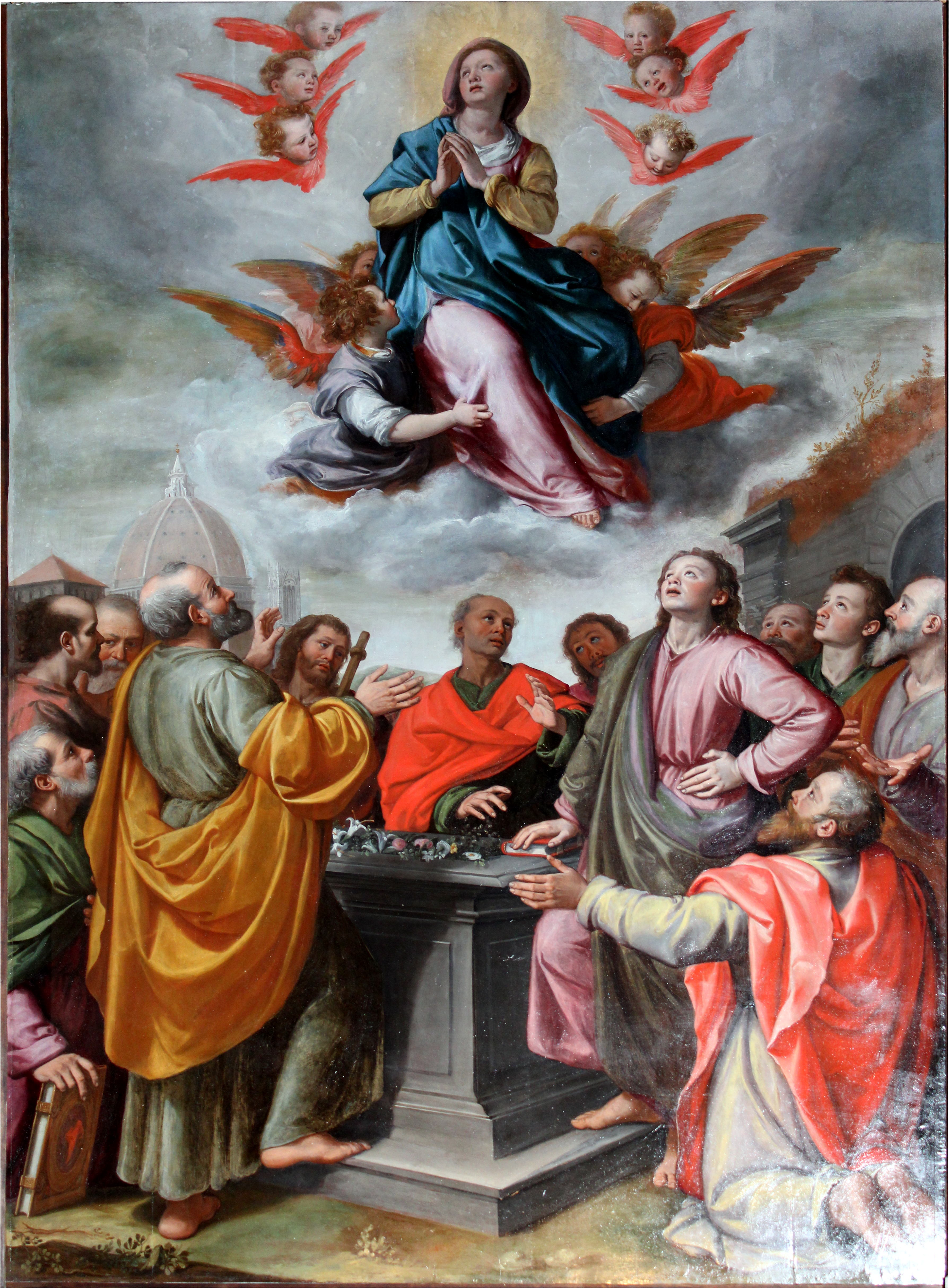
Assunzione della Vergine di Santi di Tito, 1579